# ユニオン駅 (エルパソ)
ユニオン駅（Union Depot）はアメリカ合衆国テキサス州のエルパソにある鉄道駅。

## 歴史
1906年、複数の鉄道会社の共同使用駅（ユニオン駅）として開業した。サンタフェ鉄道、サザン・パシフィック鉄道、ミズーリ・パシフィック鉄道、メキシコ国鉄が乗り入れた。駅舎の設計はダニエル・バーナムで、スパニッシュ・コロニアル様式の建物である。フレッド・ハーヴィ・カンパニーが運営する高級レストランが入居していた。
駅舎は1975年にアメリカ合衆国国家歴史登録財に登録された。1982年に駅舎の改修工事を行った。2013年以降、駅舎の事務室にテキサス工科大学が入居している。

## 運行
アムトラックの長距離列車サンセット・リミテッドとテキサス・イーグルが停車する。

## 接続
エルパソ・ストリートカーとサンメトロ・バスに乗り換えできる。

## ギャラリー

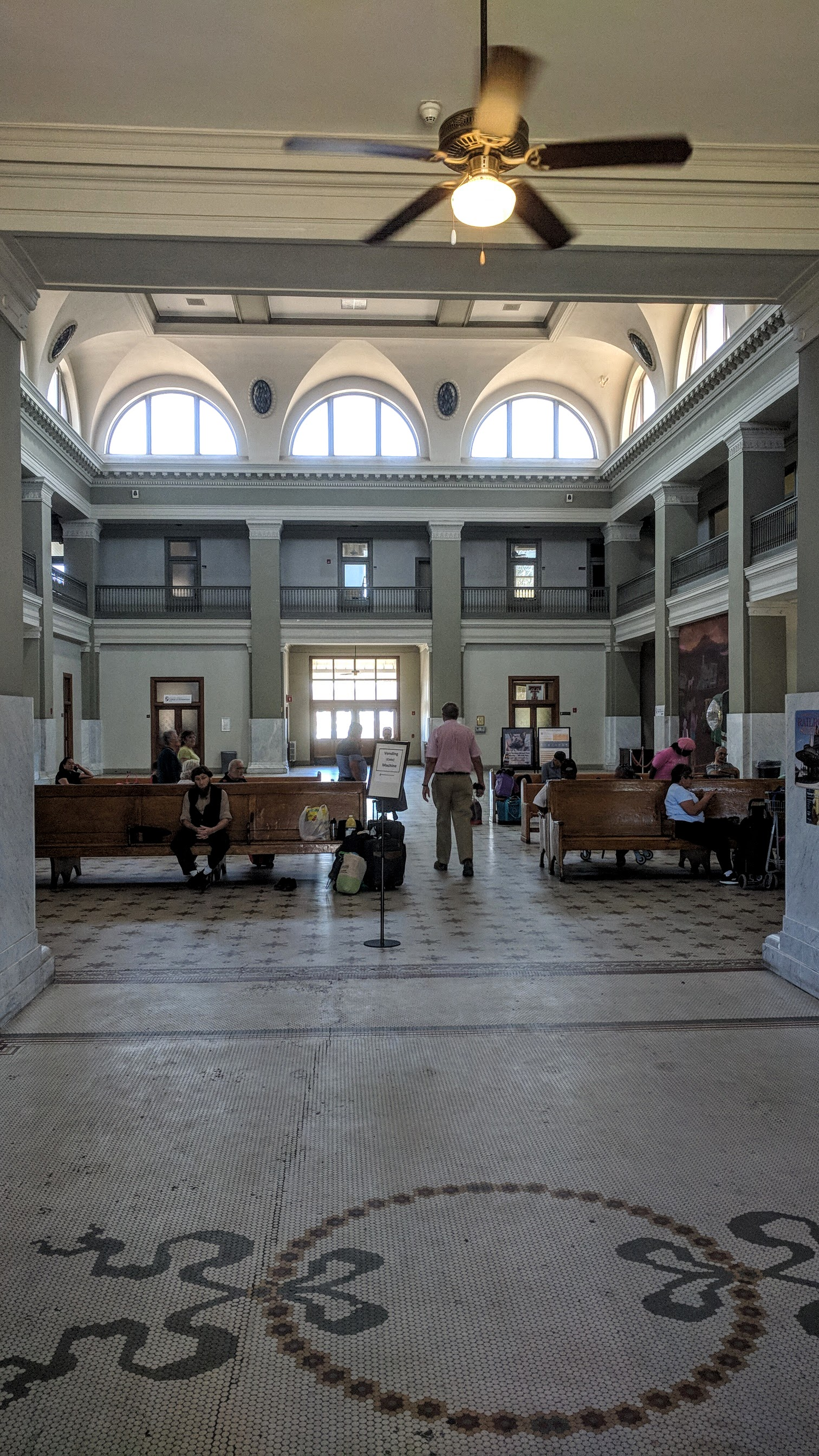
待合室
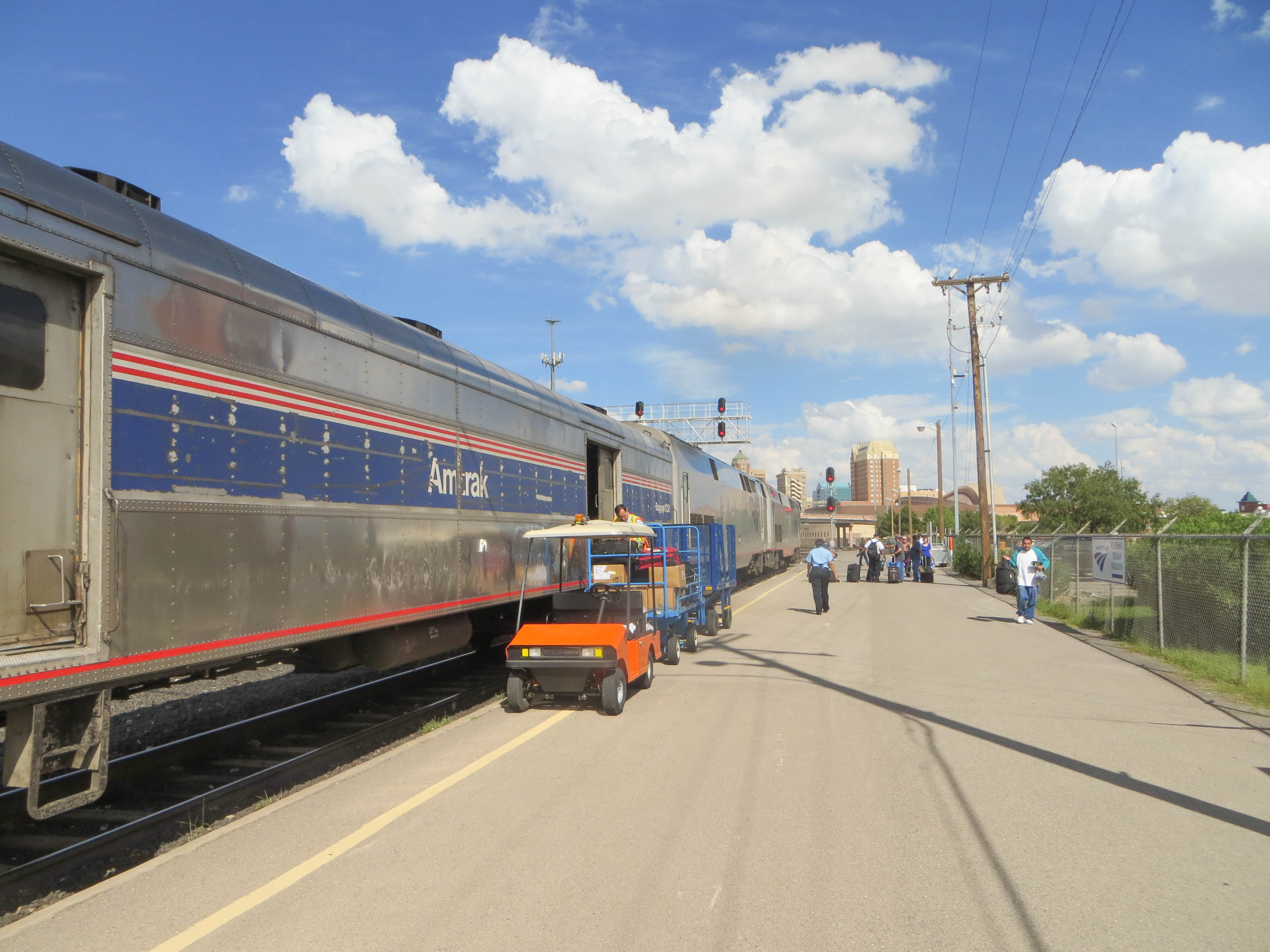
停車中の列車
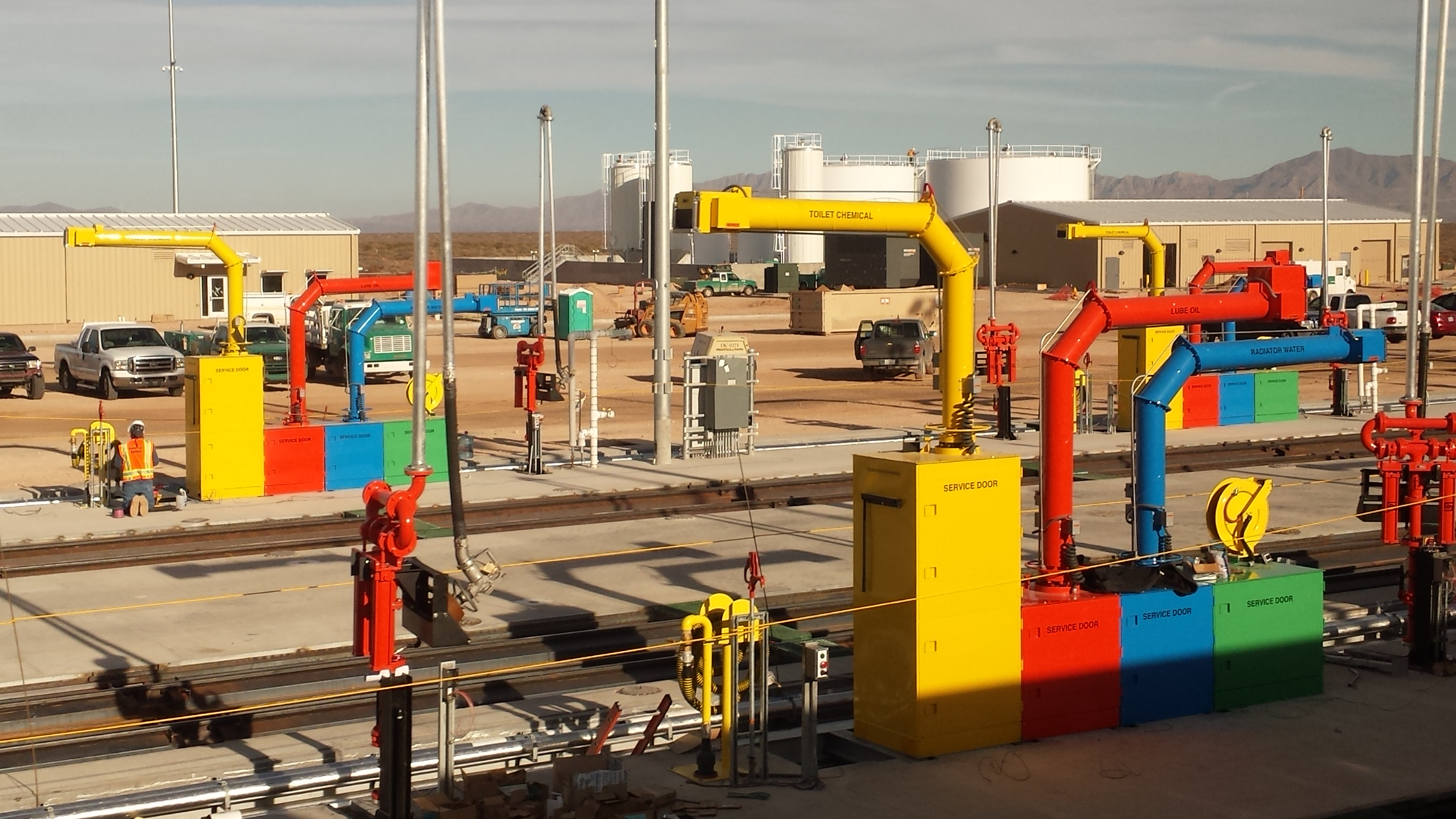
アムトラック給油所